# 函館の水族館構想

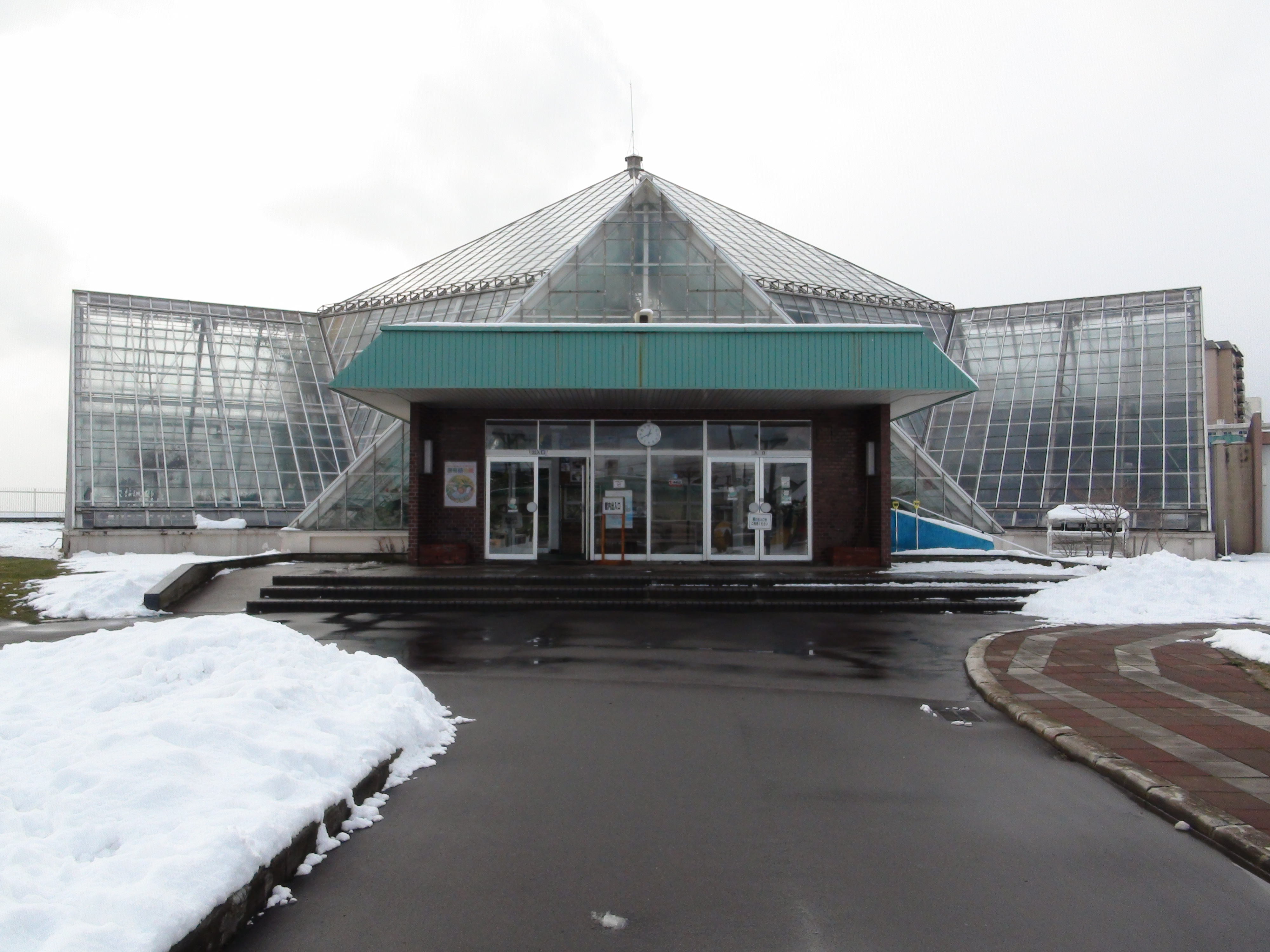
建設予定地の一つ函館市熱帯植物園

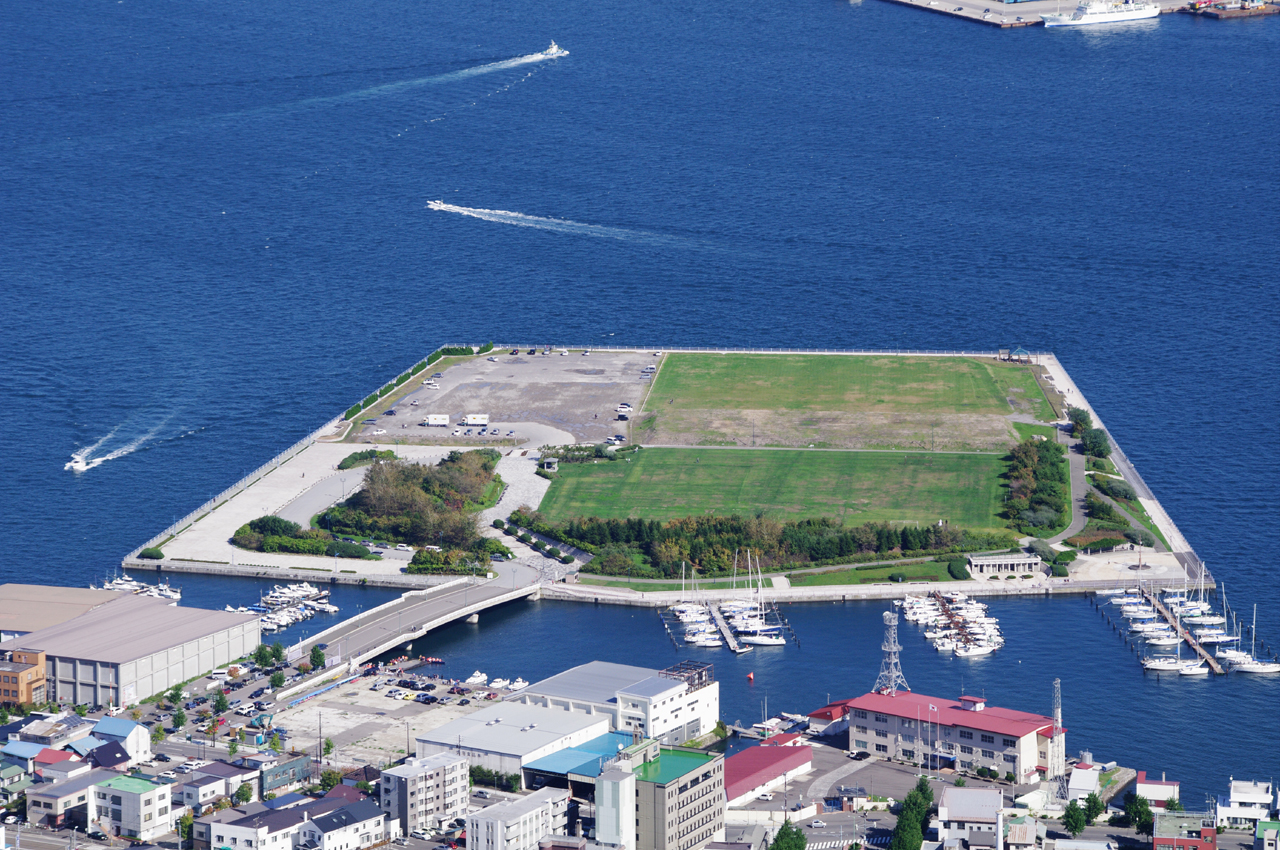
建設予定地の一つ緑の島

函館の水族館構想（はこだてのすいぞくかんこうそう）とは、北海道函館市で構想されていた水族館構想である。
断念後についても記述する。

## 概要
昭和初期から函館市に建設要望が繰り返されていた。

### 北海道立水族館構想
1951年（昭和26年）、立待岬の敷地を候補地として「北海道立水族館」を誘致。同年2月に北海道議会水産常任委員会が視察したが、7月室蘭市に決まる（旧・北海道立水族館、現・市立室蘭水族館<室蘭民報みんなの水族館>。1953年（昭和28年）6月21日開館）。なお、他の候補都市は小樽市。

### 函館圏総合開発基本計画
1970年（昭和45年）の函館圏総合開発基本計画に水族館建設が位置付けられる。函館青年会議所が1975年（昭和50年）に千代台町会館にミニ水族館を設置、1979年（昭和54年）に千代台町の国立病院跡で「水の中の生き物展」を開催し、気運を盛り上げようと試みた。

### 湯川地区・緑の島
湯の川マリンパーク構想（湯川地区）
市は1987年（昭和62年）2月、湯川地区で函館市熱帯植物園に水族館と多目的温泉保養施設（クアハウス）を組み合わせた大規模複合レクリエーション施設「湯の川マリンパーク」をまとめた。1988年（昭和63年）1月には湯の川マリンパーク構想調査検討委員会が設置され、同年4月には、函館水族館建設期成会が設立、同年6月には、はこだて海の科学館建設市民研究会も第2候補地として湯川案を作成した。
しかし、同年7月、湯の川マリンパーク構想調査検討委員会は敷地が狭いことを理由に再検討を指摘する報告書をまとめ、木戸浦隆一函館市長（当時）に提出した。1990年（平成2年）12月に木戸浦市長（当時）は敷地が狭く、実施協力企業が集まらないことを理由に構想を断念した。
第一次函館アクアコミュニティ構想（緑の島）
湯川地区案に代わるものとして市が1990年（平成2年）に緑の島での函館アクアコミュニティ構想を発表した。1992年（平成5年）5月には内容が発表されて、総費用50億円、ペンギンコーナーや熱帯雨林コーナー、エントランスには巨大コンブ水槽などをもつ施設であった。バブル経済崩壊の影響で中核として運営してくれる企業が見つからず1995年（平成7年）3月頓挫した。
第二次函館アクアコミュニティ構想（緑の島）
水族館や第三セクターによるウォーターフロント開発の中核施設建設などの計画が持ち上がり、1997年（平成9年）には函館市とコクドが「函館アクアコミュニティ構想」における基本協定を締結した。横浜・八景島シーパラダイスを参考に縮小した施設として総事業費78億5,000万円で構想した。大観覧車建設による景観問題や収支計画における採算面に市議会の一部や市民（2000年<平成12年>12月結成の函館の水族館とアクアコミュニティ構想を考える会）から厳しい見方が強まり、2001年（平成13年）11月30日に建設を断念した（井上博司函館市長（当時）による市長記者会見で発表）。
当時の市には2000年（平成12年）の公立はこだて未来大学の開学、市立函館病院の新築移転の負担の影響もあった。
函館商工会議所は1997年7月の会報にて、函館は家族連れで楽しむ場所がないので一日も早く完成してほしいと思うのは皆同じではなかろうかと期待を寄せていた。

### 海の生態科学館構想
その後も市は規模を縮小しての科学館「海の生態科学館」やコンベンション施設建設を検討していたが、2007年（平成19年）に事業断念を表明した。理由に2006年（平成18年）に起きた北海道夕張市の財政破綻による慎重論が影響している。なお、参議院事務局第二特別調査局によると夕張市の財政破綻の要因は、1.炭鉱閉山後の基盤整備、2.行政体制の効率化の遅れ、3.観光施設への過大投資、4.歳入の減少、5.不適正な財務処理手法にあったという。
海の生態科学館は社会教育施設として位置付けることで採算性の批判をかわす方針に転換し、平成の大合併（2004年<平成16年>12月1日、戸井町、恵山町、南茅部町、椴法華村との合併）を記念して建設する方針であった。赤字を想定しており、コスト削減のため公設民営方式を取るとの考えであったが、「民営で社会教育を充実させられるのか」「民営ならば黒字を目指すべきでは」との意見が寄せられた。事業費は約30億円で、市は北海道大学大学院教授の私案「道南パノラマ大水槽」を採用する意向であった。津軽海峡を再現し、イカの群泳する海、小さなイルカ、海鳥、昆布などを配置する。水槽をチューブトンネルで通れる構造とし、様々な角度から観察できるようにする案だった。現在の水族館は娯楽要素が強すぎる、博物館や図書館のような機能を持ち、楽しく学べる海洋科学館を目標としていた。
市は2004年（平成16年）よりプラズマディスプレイを利用した「まちかどデジタル水族館」の設置をしていた。

### 構想断念後の動き
2024年（令和6年）現在、市による水族館整備計画はない。
ただし、2014年（平成26年）に旧函館どつく跡地に水産・海洋分野の研究開発拠点などとなる施設「函館市国際水産・海洋総合研究センター」、2015年（平成27年）には湯川町に函館市民体育館を改築する形でスポーツやコンベンションなどの多目的施設「函館アリーナ」がオープンしている。
はこだてみらい館では2021年（令和3年）夏に、はこだて海のみらい展として、デジタル水族館等体験イベントを開催した。
2019年（令和元年）からは日本財団の支援を受けたBlue Commons Japanによって函館朝市えきに市場内に「函館朝市ミニ水族館」を設置、運営を開始した。2023年（令和5年）には新たに水槽を2基加えるリニューアルを行った。
2025年（令和7年）1月に実在していない函館の水族館のWebサイトの存在について広く注意喚起を行った。